# 제43회 백상예술대상
제43회 백상예술대상은 2007년 4월 25일에 열린 시상식이다.

## 수상 및 후보

### 영화 대상
- 타짜 - 최동훈 수상

### 영화 작품상
- 괴물 - 봉준호 수상
- 라디오 스타 - 이준익
- 싸이보그지만 괜찮아 - 박찬욱
- 삼거리 극장 - 전계수
- 타짜 - 최동훈

### 영화 감독상
- 타짜 - 최동훈 수상
- 해변의 여인 - 홍상수
- 길 - 배창호
- 다세포소녀 - 이재용
- 가족의 탄생 - 김태용

### 영화 시나리오상
- 천하장사 마돈나 - 이해영 수상
- 가족의 탄생 - 성기영, 김태용
- 구타유발자들 - 원신연
- 달콤, 살벌한 연인 - 손재곤
- 비열한 거리 - 유하

### 영화 신인감독상
- 삼거리 극장 - 전계수 수상
- 달콤, 살벌한 연인 - 손재곤
- 열혈남아 - 이정범
- 천하장사 마돈나 - 이해영
- 피터 팬의 공식 - 조창호

### 영화 남자최우수연기상
- 사생결단 - 류승범 수상
- 우리들의 행복한 시간 - 강동원
- 괴물 - 변희봉
- 타짜 - 조승우
- 비열한 거리 - 조인성

### 영화 여자최우수연기상
- 오래된 정원 - 염정아 수상
- 싸이보그지만 괜찮아 - 임수정
- 열혈남아 - 나문희
- 연애, 그 참을 수 없는 가벼움 - 장진영
- 타짜 - 김혜수

### 영화 남자신인연기상
- 싸이보그지만 괜찮아 - 비 수상
- 피터팬의 공식 - 온주완
- 후회하지 않아 - 이영훈
- 천하장사 마돈나 - 류덕환
- 비열한 거리 - 진구

### 영화 여자신인연기상
- 구미호 가족 - 박시연 수상
- 해변의 여인 - 고현정
- 괴물 - 고아성
- 라디오 스타 - 최정윤
- 사생결단 - 추자현

### 영화부문 인기상
- 이준기 수상
- 김태희 수상

### TV 대상
- 주몽 - 이주환 외 1명 수상

### TV 작품상(드라마)
- 서울1945 - 윤창범 수상
- 황진이 - 김철규
- 하얀거탑 - 안판석
- 연애시대 - 한지승

### TV 작품상(예능)
- KBS2 미녀들의 수다 - 이기원 수상
- MBC 무한도전 - 김태호
- 거침없이 하이킥 - 김병욱, 김창동, 김영기
- SBS 신동엽의 있다! 없다? - 배성우
- EBS 스페이스 공감 - 백경석

### TV 작품상(교양)
- SBS 긴급출동 SOS 24 - 허윤무 수상
- KBS1 러브인아시아 - 정기윤
- MBC 불만제로 - 이동희 외 1명
- MBC 특별기획 황하 - 이정식
- EBS 지식채널e - 한송희 외 1명

### TV 연출상
- 하얀거탑 - 안판석 수상
- 연애시대 - 한지승
- 주몽 - 이주환
- 서울1945 - 윤창범
- 황진이 - 김철규

### TV 극본상
- 주몽 - 정형수 수상
- 서울 1945 - 이한호, 정성희
- 황진이 - 윤선주
- 돌아와요 순애씨 - 최순식
- 환상의 커플 - 홍정은, 홍미란

### TV 남자최우수연기상
- 하얀거탑 - 김명민 수상
- 눈의 여왕 - 현빈
- 주몽 - 송일국
- 서울 1945 - 류수영
- 외과의사 봉달희 - 이범수

### TV 여자최우수연기상
- 연애시대 - 손예진 수상
- 환상의 커플 - 한예슬
- 주몽 - 한혜진
- 황진이 - 하지원
- 돌아와요 순애씨 - 박진희

### TV 남자신인연기상
- 소문난 칠공주 - 박해진 수상
- 진짜 진짜 좋아해 - 이민기
- 포도밭 그 사나이 - 오만석
- 하얀거탑 - 이선균
- 꽃피는 봄이 오면 - 박건형

### TV 여자신인연기상
- 눈꽃 - 고아라 수상
- 주몽 - 송지효
- 열아홉 순정 - 구혜선
- 연애시대 - 이하나
- 꽃피는 봄이 오면 - 박시연

### TV 남자예능상
- 개그 콘서트 - 정종철 수상
- 개그 콘서트 - 유세윤
- 헤이헤이헤이2 - 신동엽
- 개그야 - 조원석
- 무한도전 - 정준하

### TV 여자예능상
- 개그야 - 김미려 수상
- 해피선데이 - 현영
- 개그콘서트 - 강유미
- 웃찾사 - 박보드레
- 놀러와 - 김원희

### TV 신인연출상
- 외과의사 봉달희 - 김형식 수상
- 환상의 커플 - 김상호
- 포도밭 그 사나이 - 박만영
- 내 사랑 못난이 - 신윤섭

### TV부문 인기상
- 이범수 수상
- 한예슬 수상